# Reterre
Reterre é uma comuna francesa na região administrativa da Nova Aquitânia, no departamento de Creuse. Estende-se por uma área de 17,54 km². Em 2010 a comuna tinha 285 habitantes (densidade: 16,2 hab./km²).